# Allium forrestii
Allium forrestii là một loài thực vật có hoa trong họ Amaryllidaceae. Loài này được Diels mô tả khoa học đầu tiên năm 1912.